# Кулявин, Иван Сергеевич
Иван Сергеевич Кулявин, «Дровосек» (1922, Зуя, Симферопольский округ — 1943, Красный, Крымская АССР) — советский патриот, организатор и руководитель комсомольской молодёжной подпольной организации в посёлке Зуя в Крыму. В 1943 год расстрелян оккупантами.

## Биография

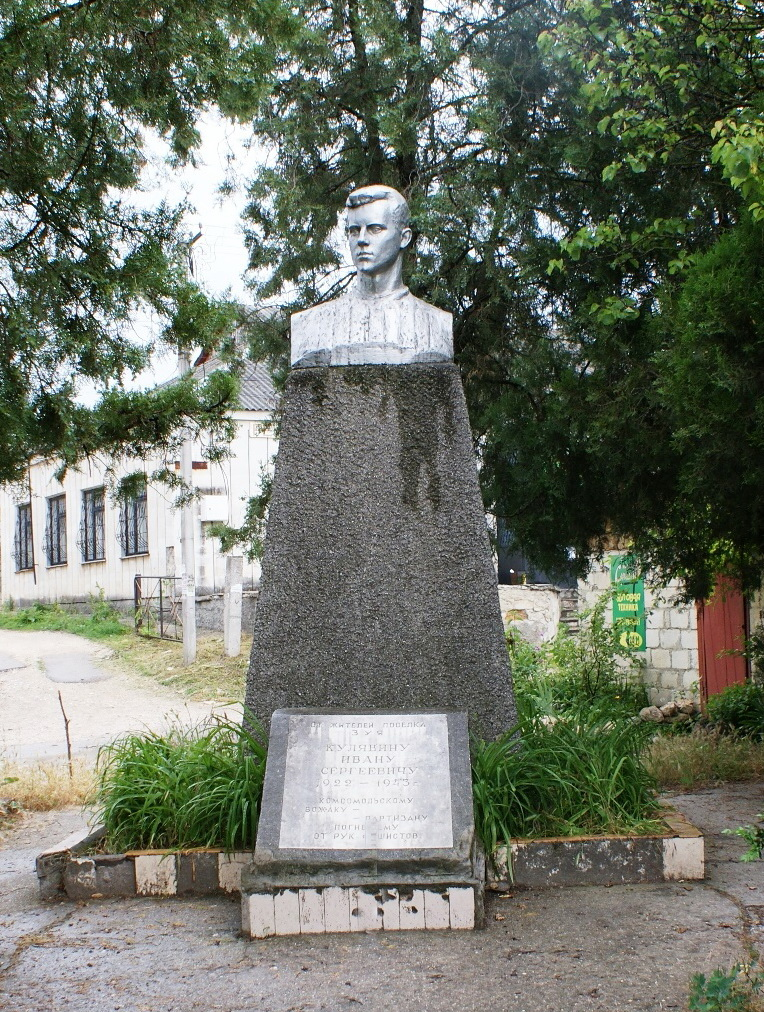
Памятник И. С. Кулявину в Зуе, 1967. Скульптор Л. И. Ушакова. До реконструкции

Родился Иван в 1922 году в Зуе, в семье Ульяны и Сергея Кулявиных. У них было 6 детей: Сергей, Иван, Александр, Мария, Ефросинья и Анна. Окончил 7-летнюю школу. В мемуарах Н. Д. Лугового «Побратимы» Иван описывается как: «русоволосый паренек лет шестнадцати».
Осенью 1941 года на основе партийного и советского актива района был сформирован Зуйский партизанский отряд (командир — А. А. Литвиненко, погиб 9 марта 1942 года, комиссар Н. Д. Луговой) который ушёл в лес в последних числах октября 1941 года. Он вёл борьбу вплоть до освобождения Крыма, зуйский лес был одной из главных баз партизан.
В посёлке осталось много советских патриотов, особенно в числе молодёжи. В конце 1942 года в селе Зуя Белогорского района (на тот момент Зуйский район, создан в 1937 году) возникла комсомольская молодёжная подпольная организация под руководством И. Кулявина, М. Буренко и Ю. Крылова. Кулявин получил кличку «Дровосек». В организацию входило около 25 человек, члены её выполняли задания областного подпольного партийного центра, из партизанского леса получали оружие, листовки, газеты. Провели саботаж на Зуйской МТС, выводили из строя технику. Комсомольцы вели пропагандистскую работу среди населения, саботировали и срывали мероприятия оккупантов. Иван принимал участие во многих стычках с врагом, дважды был ранен, один раз в грудь, но смог оправиться и продолжать борьбу. Кулявин И. С. был схвачен, переведён в Симферополь и расстрелян фашистами в 1943 году концлагере «Красный». После освобождения полуострова тело было опознано по носкам ручной вязки, он перезахоронен в центре Зуи. В 1966 году он был посмертно награждён орденом Отечественной войны I степени.

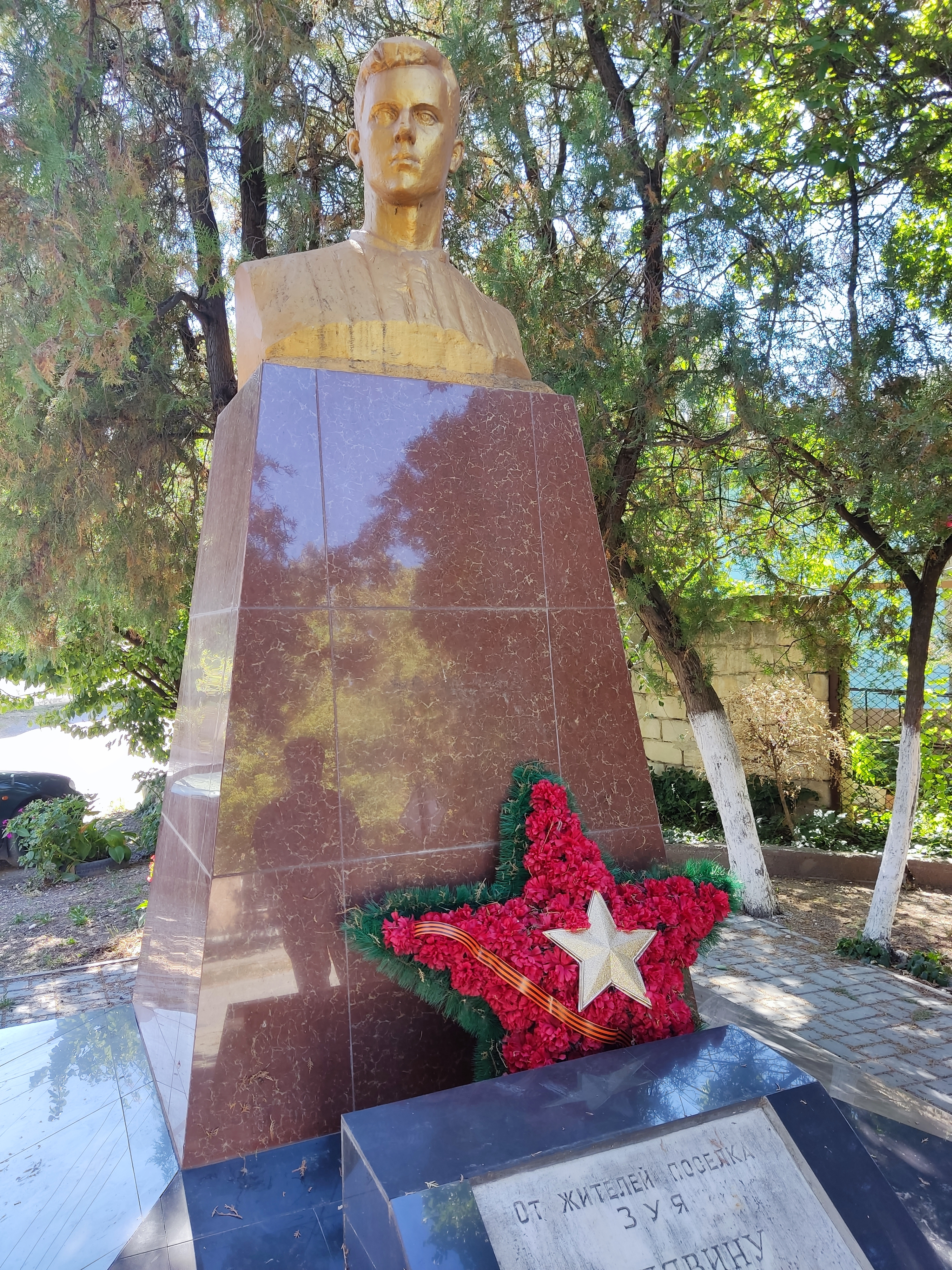
После реконструкции

## Память
Сохранился дом Кулявиных. Именем Кулявина И. С. была названа улица в поселке Зуя, бывшая Речная.
В его память на могиле в 1967 году в Зуе, на ул. Шоссейная был установлен памятник, бронзовый бюст работы скульптора с Л. И. Ушаковой. На табличке надпись «От жителей поселка Зуя Кулявину Ивану Сергеевичу 1922—1943 гг. — комсомольскому вожаку-партизану погибшему от рук фашистов». Над памятником шефствует Зуйская школа.
С 20 декабря 2016 года памятник — объект культурного наследия народов России регионального значения.  Объект культурного наследия народов РФ регионального значения. Рег. № 911710902990005 (ЕГРОКН)